# Gheorghe Simionov
Gheorghe Simionov (Caraorman, 4 de junio de 1950) es un deportista rumano que compitió en piragüismo en la modalidad de aguas tranquilas.
Participó en los Juegos Olímpicos de Montreal 1976, obteniendo una medalla de plata en la prueba de C2 1000 m. Ganó once medallas en el Campeonato Mundial de Piragüismo entre los años 1966 y 1979.

## Palmarés internacional
| Juegos Olímpicos   | Juegos Olímpicos          | Juegos Olímpicos  | Juegos Olímpicos |
| Año                | Lugar                     | Medalla           | Evento           |
| ------------------ | ------------------------- | ----------------- | ---------------- |
| 1976               | Montreal (Canadá)         | Medalla de plata  | C2 1000 m        |
| Campeonato Mundial |                           |                   |                  |
| Año                | Lugar                     | Medalla           | Evento           |
| 1966               | Berlín Oriental (RDA)     | Medalla de oro    | C2 10 000 m      |
| 1970               | Copenhague (Dinamarca)    | Medalla de oro    | C2 10 000 m      |
| 1971               | Belgrado (Yugoslavia)     | Medalla de oro    | C2 500 m         |
| 1973               | Tampere (Finlandia)       | Medalla de plata  | C2 500 m         |
| 1973               | Tampere (Finlandia)       | Medalla de oro    | C2 1000 m        |
| 1974               | Ciudad de México (México) | Medalla de plata  | C2 500 m         |
| 1975               | Belgrado (Yugoslavia)     | Medalla de plata  | C2 1000 m        |
| 1978               | Belgrado (Yugoslavia)     | Medalla de bronce | C2 500 m         |
| 1978               | Belgrado (Yugoslavia)     | Medalla de plata  | C2 1000 m        |
| 1978               | Belgrado (Yugoslavia)     | Medalla de plata  | C2 10 000 m      |
| 1979               | Duisburgo (RFA)           | Medalla de bronce | C2 1000 m        |